# Begraafplaats Persijnhof
Begraafplaats Persijnhof is een begraafplaats in de wijk Kerkehout van Wassenaar die in 1906 in gebruik is genomen als Joodse begraafplaats, maar nu ook een algemeen en een rooms-katholiek gedeelte kent. De eerste begrafenis vond plaats op 11 november 1906. Het westelijke deel van de begraafplaats werd in 1977 gekocht door de gemeente Wassenaar, teneinde daar een katholiek en een algemeen gedeelte aan te leggen. De eerste begrafenis hier vond plaats op 29 oktober 1982.

## Joodse begraafplaats
Het terrein voor de Joodse begraafplaats aan Het Kerkehout 7 in Wassenaar is in 1899 aangekocht en vanaf 1906 in gebruik genomen door de Asjkenazische of Hoogduitse Israëlitische Gemeente van Den Haag. Hiermee kreeg die een eigen begraafplaats, nadat zij gedurende twee eeuwen samen met de Sefardische of Portugese gemeente gebruik hadden gemaakt van de Joodse begraafplaats aan de Scheveningseweg te Den Haag. Kenmerkend voor de traditie van de Hoogduitse gemeente is het gebruik van uitsluitend rechtopstaande vergelijkbare zerken met zoveel mogelijk dezelfde lengte en breedte. De stenen zijn georiënteerd op het oosten. De gedachte hierachter is het Joodse geloof dat arm en rijk in de dood gelijk zijn. Het enige onderscheid is gemaakt voor de graven van de kohanim (priesters), die vooral op de eerste rij liggen. Bijzonder is dat de grafstenen van sommige echtparen via een segmentboogje met elkaar verbonden zijn. Het Joodse deel van de begraafplaats is aan de buitenzijde van het terrein omgeven door een vroeg-20ste-eeuwse betonnen muur (gerestaureerd in 2014). De beplanting bestaat vooral uit Chinese jeneverbessen.

### Metaheerhuis
Het metaheerhuis of metaarhuis (in het Hebreeuws Bet Tohorah ) was oorspronkelijk bedoeld voor het ritueel reinigen van de doden. Het is in 1906-1907 gebouwd naar een ontwerp van de Haags-Joodse architect Lodewijk Simons, een lid van de joodse gemeente, in een historiserende op de Oudheid geïnspireerde bouwstijl. Tegenwoordig is het in gebruik als aula van de gemeentelijke begraafplaats. Een tweede eenvoudiger uitgevoerd nieuw metaheerhuis staat op het zuidwestelijke deel van het Joodse deel van de begraafplaats.

## Joods monument
Op het voorplein van de aula is een hardstenen monument geplaatst ter herdenking van de Jodenvervolging tijdens de Tweede Wereldoorlog. Het is onthuld op 28 december 1947. Op de zuil is een davidster afgebeeld en is in het Hebreeuws en het Nederlands de volgende tekst aangebracht. 

DE EEUWIGE HEEFT GEGEVEN, 

DE EEUWIGE HEEFT GENOMEN, 

DE NAAM DES EEUWIGEN ZIJ GELOOFD. 

DIE GELIEFD EN BEMIND WAREN TIJDENS HUN LEVEN, 

ZIJN OOK IN DE DOOD NIET GESCHEIDEN. 

TER BLIJVENDE NAGEDACHTENIS 

AAN ONZE BROEDERS EN ZUSTERS 

DIE GEDURENDE DE TWEEDE WERELDOORLOG 

DOOR DE DUITSE TERREUR 

UIT ONS MIDDEN WERDEN GERUKT, 

GOD GEDENKE HEN TEN GOEDE.